# Biserica Sfântul Nume al Mariei din Forul lui Traian
Biserica Sfântul Nume al Mariei din Forul lui Traian (în italiană Santissimo Nome di Maria al Foro Traiano) este o biserică titulară situată în Forul lui Traian, în imediata vecinătate a Columnei lui Traian.
Din anul 2020 cardinalul titular al acestei biserici este franciscanul Mauro Gambetti.